# Абрамович, Ян
Ян Абрамо́вич (1540 — 19 апреля 1602) — государственный деятель Великого княжества Литовского, воевода минский (1593—1596) и смоленский (1596—1602). Представитель шляхетского рода Абрамовичей герба Ястребец. Отец Николая Абрамовича.

## Биография
Воспитывался при дворе Николая Радзивилла Рыжего. Поддерживал кальвинистскую ветвь Радзивиллов и их политику, направленную против Польши. Участвовал в Ливонской войне. В 1570 году занимал должность войского виленского, в 1572—1589 — подвоеводы, в 1589—1601 — президента дорпатского. С 1579 года староста лидский, с 1589 — венденский. С 1593 по 1596 год — воевода минский, с 1596 года — воевода смоленский. Должности воеводы Абрамович получил благодаря поддержке со стороны Христофора Радзивилла Перуна. В 1596 году Ян выступил против возглавления виленского диоцеза поляком Бернардом Мацеёвским.
Ян Абрамович был одним из лидеров кальвинистского движения в Великом княжестве Литовском. Также имел хорошие отношения с православными князьями, в том числе Константином Острожским. Его жена Анна Дорота из рода Воловичей была опекуном виленского православного Святодухового братства. В 1581 году Ян вступил в конфликт с виленским епископом Юрием Радзивиллом относительно юрисдикции епископа в делах веры. Участвовал в диспутах с иезуитами в Вильне в 1585 и 1599 годах, в съездах диссидентов в Торуне в 1595 году и в Вильне в 1599 году.
Владел имениями Дубники и Язов в Виленском повете, а также Свираны, Сураж и Кобыльник в Ошмянском повете.
В своём поместье Ворняны в Виленском повете, которым владел с 1587 года, построил кальвинистский сбор (церковь), школу и госпиталь. 

## Творчество
Написал книгу «Мнение литвина о покупке дешёвого зерна и более дорогой его продаже» (пол. Zdanie Litwina, o kupczy taniej zboża a drogiej sprzedaży; 1595). Опекал Андрея Волана и Яна Радвана, который по его приказу  написал свою знаменитую поэму «Радзивиллиада». За собственный счёт издал кальвинистский катехизис виленского проповедника Суровского  (Вильна, 1598).

## Память
После его смерти кальвинистами была опубликована «Орация на прискорбную кончину и погребение великого патрона Сбора Божьего и мудрого Сенатора» (пол. Oracya na żałobną śmierć i pogrzeb wielkiego patrona Zboru Bożego i mądrego Senatora).